# Mordellistena imitatrix
Mordellistena imitatrix es una especie de coleóptero de la familia Mordellidae.

## Distribución geográfica
Habita en  Inglaterra.